# Степаново (Ковернинський район, біля присілка Бетино)
Степаново (рос. Степаново) — присілок в Ковернинському районі Нижньогородської області Російської Федерації.
Населення становить 8 осіб. Входить до складу муніципального утворення Большемостовська сільрада.

## Історія
Від 2009 року входить до складу муніципального утворення Большемостовська сільрада.

## Населення
1. Н/Д[2]